# Южный методистский университет
Южный методистский университет (англ. Southern Methodist University) — частный исследовательский университет в г. Даллас, Техас, США. 

## История
Основан в 1911 году Методистской епископальной церковью. Ныне принадлежит Объединённой методистской церкви. Кампусы университета расположены в Далласе, Плейно и Таосе. В университете обучается более 11 000 студентов. В 2018 году в рейтинге лучших вузов США по версии U.S. News & World Report Южный методистский университет занял 61-е место.

## Выпускники
- Бакс, Алессио, итальянский пианист
- Батис Кэмпбелл, Энрике, мексиканский пианист и дирижер
- Буш, Лора, 45-я первая леди США
- Клементс, Билл, губернатор штата Техас
- Соманахалли Маллайя Кришна, министр иностранных дел Индии (2009—2012)
- Линн, Адрианна, американская порноактриса
- Оден, Томас, американский теолог и духовный писатель, один из самых влиятельных богословов XX — начала XXI века.
- О’Нил, Уильям, американский предприниматель, биржевой маклер и писатель
- Саймон, Клифф, южноамериканский спортсмен и актёр
- Смит, Дэвид Ли, американский актёр
- Тамала Кришна Госвами, кришнаитский гуру и богослов
- Экер, Эми, американская актриса
- Фезерстон, Кэти, американская актриса
- Фернандо дель Валье, американский оперный певец (тенор)

## Преподаватели
- Катвейк, Пауль ван, нидерландско-американский пианист, дирижер, композитор и педагог
- Чи-Ён, южноамериканская скрипачка, педагог
- Шандор, Дьёрдь, венгерский и американский пианист, педагог